# Рінгголд (округ, Айова)
Шаблон:StateAbbr_ 40°43′56″ пн. ш. 94°14′53″ зх. д. / 40.732222222222° пн. ш. 94.248055555556° зх. д.
Округ Рінгголд (англ. Ringgold County) — округ (графство) у штаті Айова, США. Ідентифікатор округу 19159.

## Історія
Округ утворений 1847 року.

## Демографія
За даними перепису
2000 року
загальне населення округу становило 5469 осіб, усе сільське.
Серед мешканців округу чоловіків було 2652, а жінок — 2817. В окрузі було 2245 домогосподарств, 1537 родин, які мешкали в 2789 будинках.
Середній розмір родини становив 2,9.
Віковий розподіл населення поданий у таблиці:
| Стать    | До 15 років | 15-21 | 22-29 | 30-39 | 40-49 | 50-65 | 65-85 | Понад 85 |
| -------- | ----------- | ----- | ----- | ----- | ----- | ----- | ----- | -------- |
| Чоловіки | 532         | 290   | 174   | 283   | 373   | 448   | 477   | 75       |
| Жінки    | 486         | 230   | 187   | 314   | 360   | 480   | 610   | 150      |

## Суміжні округи
- Юніон — північ
- Декатур — схід
- Гаррісон, Міссурі — південний схід
- Ворт, Міссурі — південний захід
- Тейлор — захід

## Виноски
1. ↑  U.S. Decennial Census. United States Census Bureau. Процитовано 20 липня 2014.
2. ↑  Historical Census Browser. University of Virginia Library. Архів оригіналу за 11 серпня 2012. Процитовано 20 липня 2014.
3. ↑  Population of Counties by Decennial Census: 1900 to 1990. United States Census Bureau. Процитовано 20 липня 2014.
4. ↑  Census 2000 PHC-T-4. Ranking Tables for Counties: 1990 and 2000 (PDF). United States Census Bureau. Процитовано 20 липня 2014.
5. ↑  State & County QuickFacts. United States Census Bureau. Архів оригіналу за 31 липня 2011. Процитовано 20 липня 2014.(англ.) Наведено за англійською вікіпедією.
6. ↑  American FactFinder. Бюро перепису населення США. Архів оригіналу за 26 лютого 2012. Процитовано 31 січня 2008.

| США | Це незавершена стаття з географії США. Ви можете допомогти проєкту, виправивши або дописавши її. |